# Парашутисти (фільм)
«Парашутисти» (рос. «Парашютисты») — радянський художній фільм режисера Юрія Іванчука, знятий на Кіностудії ім. М. Горького у 1984 році. Прем'єра фільму відбулася в травні 1985 року. У фільмі знімалася збірна команда парашутистів Збройних Сил СРСР.

## Сюжет
Два довгих роки йшла до своєї мети талановита спортсменка Зінаїда Гостілова. Завзяті заняття вивели її в число лідерів майбутніх змагань Великого альпійського кубка. Напередодні старту стало відомо, що під час обльоту потерпілого від лісової пожежі району, зазнав аварії радянський вертоліт, на борту якого були дві найближчі для Зінаїди людини — її дядько Матвій і оператор Сергій Алейкін.

## У ролях
- Олександра Яковлєва —  Зінаїда Гостілова
- Борис Невзоров —  Сергій Алейкін
- Олена Єланська —  Ольга Філатова
- Владлен Бірюков —  Микола Ликов
- Степан Старчиков —  Олексій Волчик
- Валерій Рижаков —  Матвій Гостилов
- Вадим Захарченко —  Володимир Мікешин
- Івар Калниньш —  Дітер Нагель
- Олена Астаф'єва —  Маша Заїкіна
- Наталія Казначеєва —  Галина Нечаєва
- Олена Марютіна —  Люда Чернова
- Георгій Ніколаєнко —  Георгій Гойда
- Олександр Фатюшин —  лікар
- Борис Гітін —  спортивний коментатор
- Олександр Іванчук —  молодий десантник
- Мірча Соцкі-Войніческу —  тренер
- Сергій Ніколаєв —  керівник секції

## Знімальна група
- Автор сценарію: Едуард Шим
- Режисер-постановник: Юрій Іванчук
- Оператор-постановник: Микола Пучков
- Композитор: Георгій Ніколаєнко
- Художник-постановник: Євген Галей
- Звукооператор: Володимир Кіпа
- Режисер: Марк Айзенберг
- Художник по костюмах: Надія Фадєєва
- Художник-гример: Ірина Радчук
- Монтажер: Лідія Жучкова
- Редактор: Віра Бірюкова
- Оператор комбінованих зйомок: Юрій Осмінкин
- Художник комбінованих зйомок: Юрій Міловський
- Виконавець пісень: Георгій Ніколаєнко
- Текст пісень: Георгій Ніколаєнко
- Директора: Віктор Решетов, Володимир Сергєєв